# Calicnemia miniata
Calicnemia miniata е вид водно конче от семейство Platycnemididae. Видът не е застрашен от изчезване.

## Разпространение и местообитание
Разпространен е в Индия (Западна Бенгалия, Мизорам и Сиким) и Непал.
Обитава сладководни басейни и потоци.